# Acontius africanus
Acontius africanus là một loài nhện trong họ Cyrtaucheniidae. Loài này phân bố ờ West-Afrika en Congo.